# Albiano
Albiano é uma comuna italiana da região do Trentino-Alto Ádige, província de Trento, com cerca de 1.448 habitantes. Estende-se por uma área de 9 km², tendo uma densidade populacional de 161 hab/km². Faz fronteira com Giovo, Cembra, Lona-Lases, Lisignago, Trento, Fornace, Civezzano.